# Lenguas de Ecuador

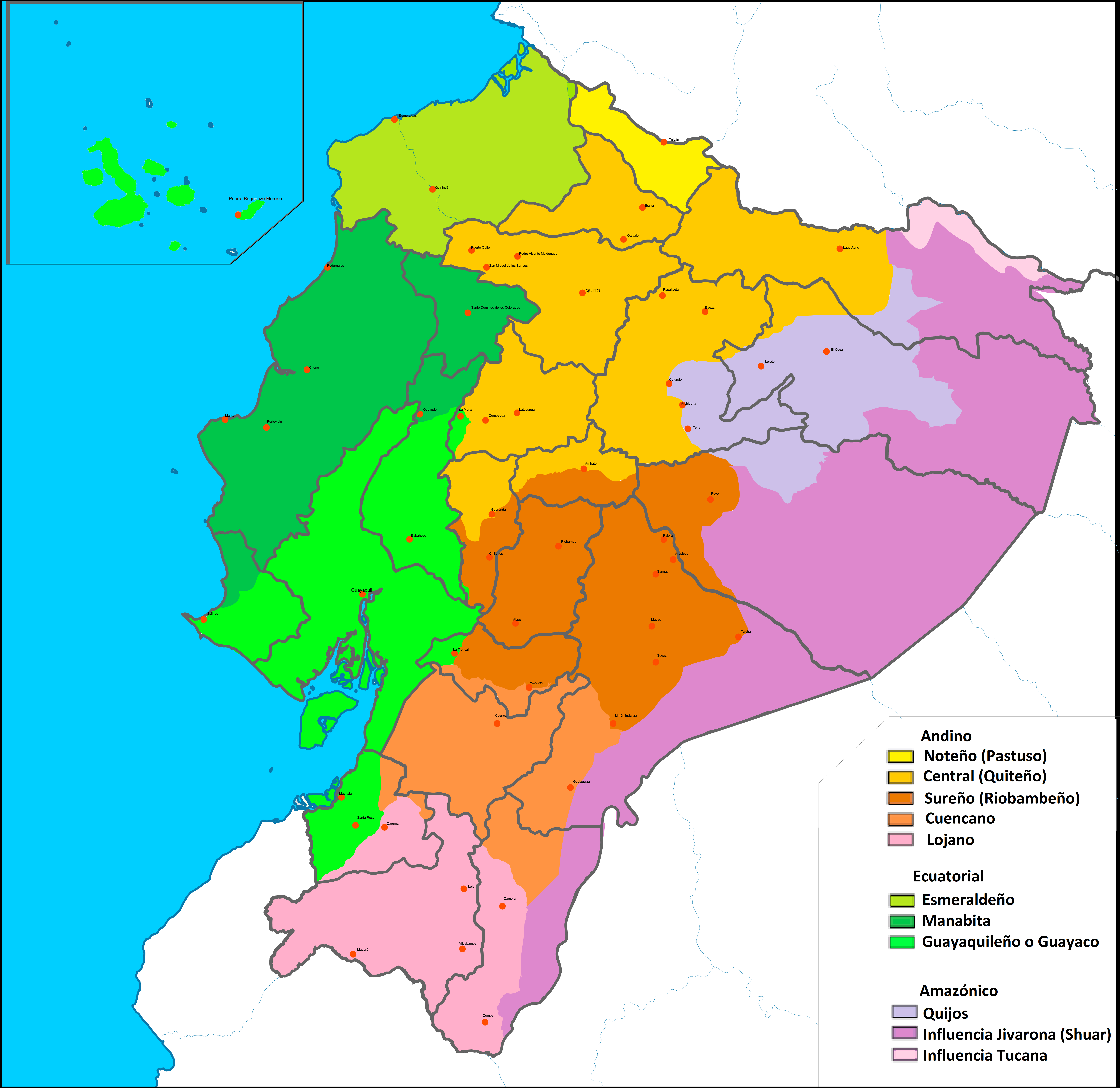
Dialectos del español ecuatoriano

Las Lenguas de Ecuador son en total 14 con predominancia del castellano (93,0%; censo 2005) que es el idioma oficial de este país, siendo el noveno en tamaño con mayor población hispanohablante. El español en Ecuador es muy rico y consta de varios dialectos que han ido creando identidades regionales dentro de este país. Por otro lado de las lenguas originarias, tanto el kichwa como el shuar son habladas dentro de las comunidades indígenas correspondientes y son legalmente considerados como idiomas oficiales de relación intercultural dentro de esas comunidades. El resto de idiomas indígenas no tienen este reconocimiento.

## Lenguas por familia

### Lenguas originarias

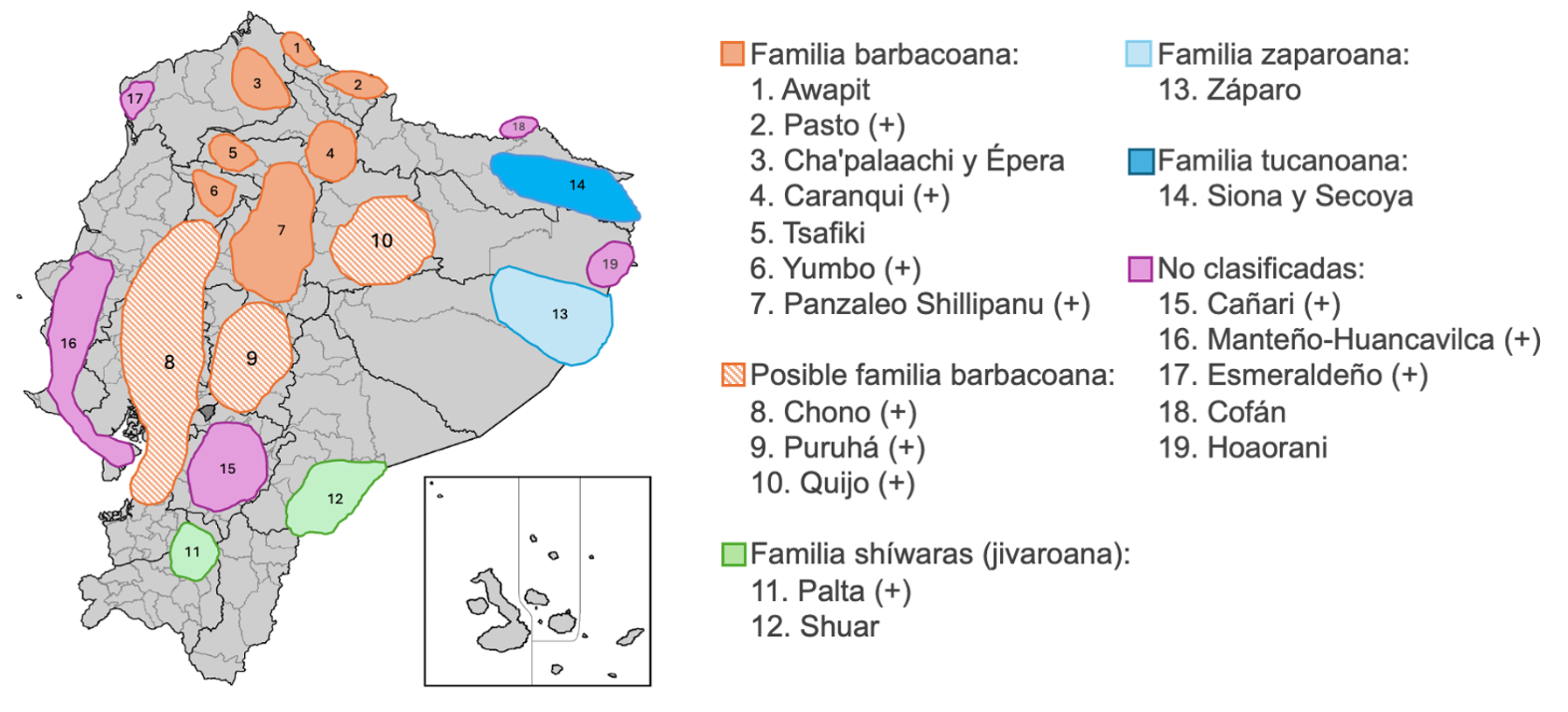
Mapa de las lenguas originarias de Ecuador que incluye lenguas muertas y vivas, clasificadas y no clasificadas.

Muchas lenguas indígenas de Ecuador están severamente amenazadas y el número de hablantes ha disminuido mucho a lo largo del siglo XX. La siguiente es una lista de las lenguas conocidas, las lenguas ya extintas se han marcado con el signo (†).
- Lenguas barbacoanas: awapit, tsafiki, cha'palaachi, caranqui (†), pasto (†), chonos (†), puruhá (†), panzaleo (†)
- Lenguas jivaroanas: shuar (de la etnia shuar), achuar
- Lenguas tucanoanas: siona, secoya
- Lenguas zaparoanas: záparo
- Lenguas aisladas o no clasificadas: wao, cofán, esmeraldeño (†), cañari (†), manteño-huancavilca (†)

### Lenguas alóctonas
Son las lenguas que fueron llevadas al territorio ecuatoriano por otros grupos humanos a través de conquistas o migración desde lugares que no se encuentran dentro del territorio donde la familia lingüística se desarrolló. De todas ellas el español es la más hablada. Se incluye el idioma latín que tiene relevancia histórica por la literatura, filosofía escolástica y música que se desarrolló durante la Real Audiencia de Quito. 
- Lenguas indoeuropeas: español, inglés, portugués, francés, itialiano, latín, griego
- Lenguas quechuas: kichwa/quichua
- Lenguas sino-tibetanas: chino

### Lenguas de señas
- Lengua aislada: lengua de señas ecuatoriana

### Mapa de lenguas por familia

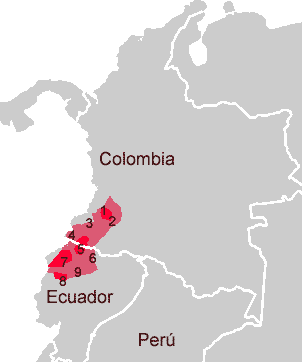
Lenguas Barbacoanas
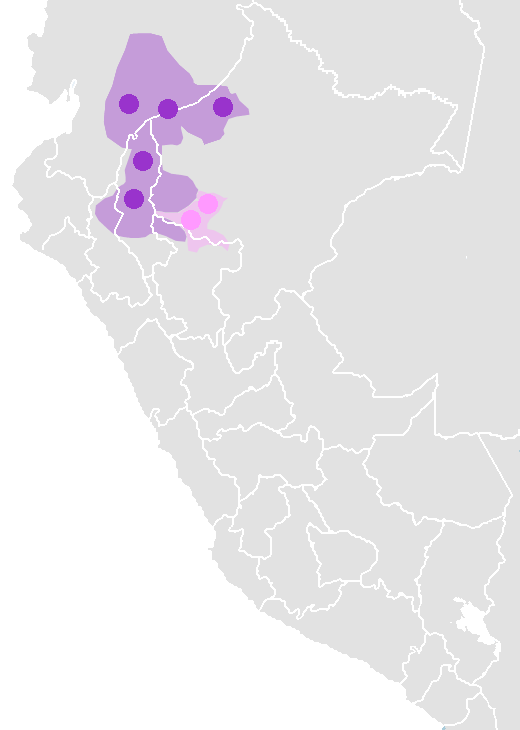
Lenguas Jivaroanas
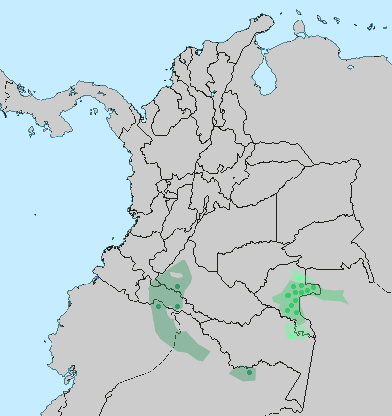
Lenguas tucanas
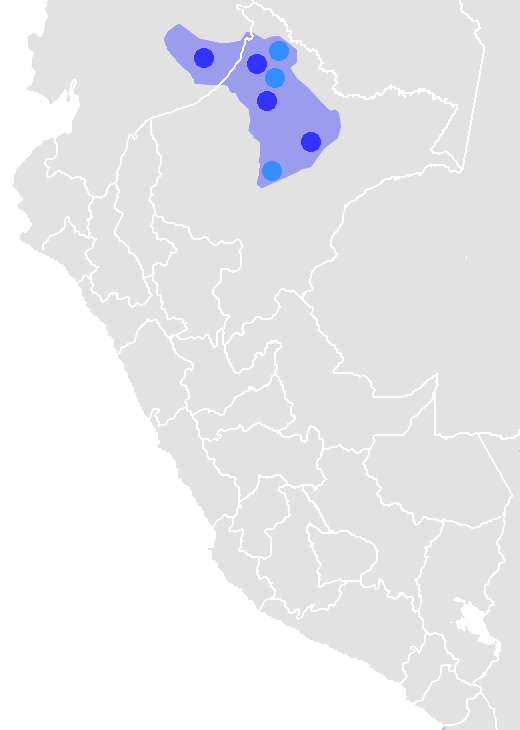
Lenguas Zaparoanas

## Historia de la difusión del castellano

### La rápida castellanización del litoral
En la costa de Ecuador no se usó el quichua como lengua franca de la evangelización por lo que su difusión no tuvo continuidad desde la conquista incaica hasta la época colonial como si ocurrió en los andes. Esto hizo más bien que los caciques locales de esta región, tanto de las culturas manteña y milagro quevedo, vean en el castellano como una oportunidad para mantener su poder. Este poder era a su vez complementado con las tierras de las que mantuvieron propiedad después de la conquista española. Hay muchos ejemplos de como los caciques locales fungían de traductores directos desde la lengua manteño o lengua chona hacia la lengua castellana, a diferencia de los caciques de la sierra que mantenían el poder a través de una quechuización de las lenguas originarias como el puruhá, panzaleo, cañari y cara. 
Es importante mencionar la historia de Baltazar Zamán, quien fuera el cacique y gobernador de San Esteban de Charapotó en Manabí. Originalmente esta ciudad se crearía a partir de una reducción colonial en 1594. Junto con otros caciques como Don Juan, de Tosagua,  Sancala y Don Gonzalo quienes fueran caciques de Pasao fueron importantes traductores.  Notemos que tanto Pasao como Tosagua pasaron a formar parte de Charapotó anteriormente por lo que era importante la colaboración entre cada líder. La posibilidad de ser descendiente de nobleza indígena y poder administrar un territorio que en esos años (fines de siglo XVI) era todavía multilingüe, les daba mucha importancia a los ojos de la corona. Los españoles se concentraban en Puerto Viejo y necesitaban de un líder locar que administre las demás reducciones que en conjunto conformaban un verdadero mosaico. Se conoce incluso que Baltazar Zamán viajó varias veces a España con el objetivo de prorrogar el cargo de gobernador para pedir otro cargo republicano que pudiera significarle ascenso y honor.Al ser lideradas las comunidades indígenas por caciques que hablaban castellano, abrazaban las costumbres castellanas rápidamente por ambición y ascenso social, y sin un referente que sirva de alternativa como el quechua, la castellanización del litoral ecuatoriano (salvo Esmeraldas), se dio de manera acelerada. En la actualidad existen muy pocos estudios acerca de las dos familias lingüísticas que hablaban los manteños y los chonos. 

### La literatura y la historia en castellano

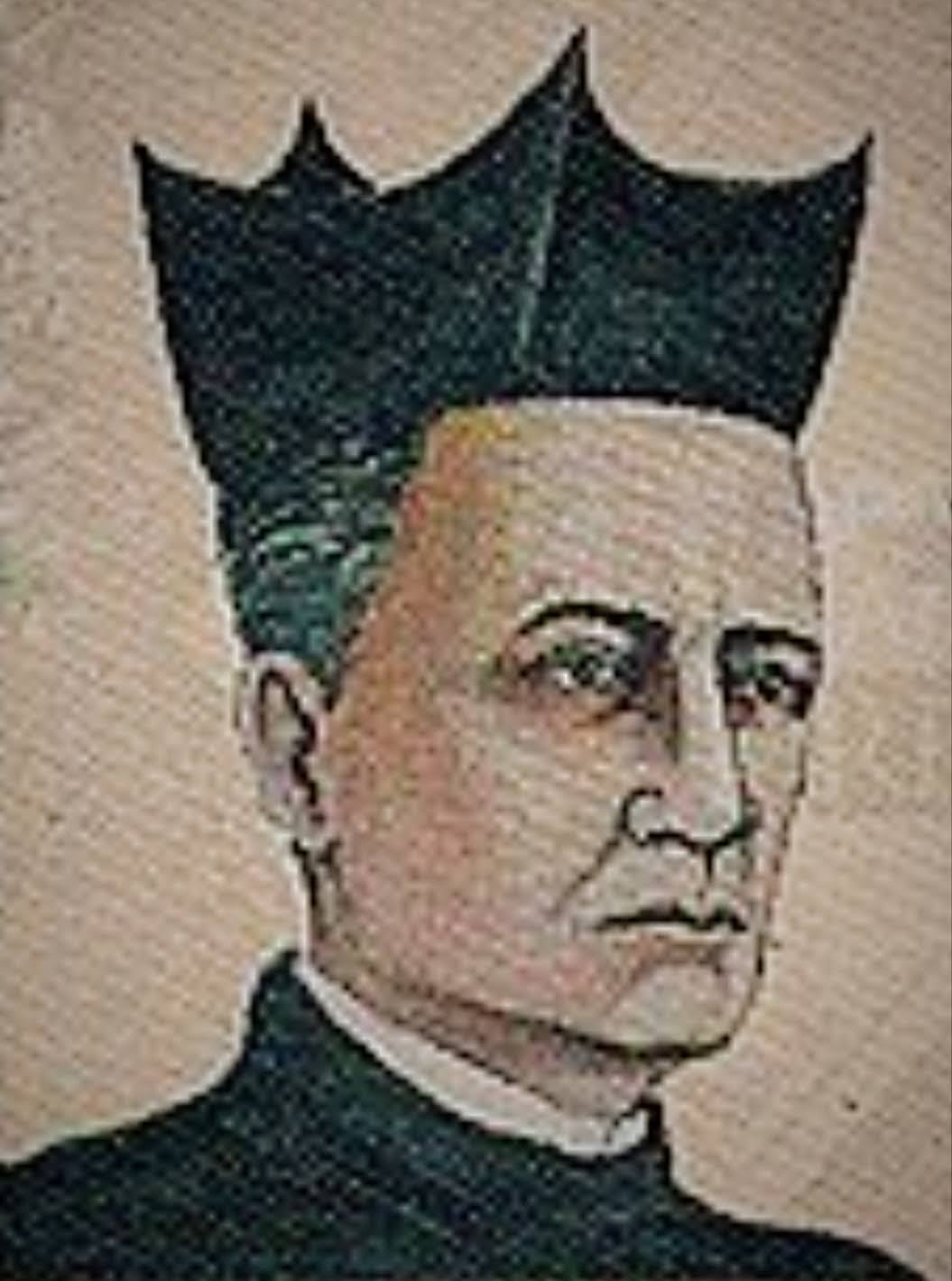
Antonio Bastidas

A todo esto se suma la publicación del primer poemario en español por Antonio de Bastidas y Jacinto de Evia. Si bien es cierto que anteriormente se había hecho poesía en castellano en la Real Audiencia, esta sería la primera vez que se publicaría como un poemario completo de manera consolidada. El rol de Bastidas es de suma importancia porque no solo se dedicó en la parte creativa a desarrollar su obra sino que era más bien un pedagogo que fundó la retórica en la Real Audiencia y sus discípulos continuaron su obra, dando mucha importancia a la publicación de sus poemas con ediciones de Europa para su difusión. En esta época es importante destacar los ensayos de Gaspar de Villarroel que fueron muy eruditos pero se limitaron a ser esfuerzos particulares puesto que no creó una escuela propia, y más bien lo hacía dentro de su tiempo libre después de sus otras responsabilidades. Caso diferente fue el de Pedro de Mercado, importante historiador y escritor de temas ascéticos y de ética de la virtud. Publicó en castellano a diferencia de la antigua usanza que más bien optaba por el latín. Fue llamado el oráculo de Santafé, donde desarrolló parte de su carrera.  

### La música y la castellanización
Es sabido que durante la evolución de la música en la Real Audiencia de Quito, el villancico fue un género musical que tuvo bastante difusión debido a que a diferencia del resto de géneros musicales que se interpretaban en latín, este era hecho en castellano. Esto ayudaba en el proceso de evangelización en la Real Audiencia de Quito y fue muchas veces preferido por sobre los demás géneros musicales. Por esta razón era interpretado en muchas ocasiones y además aumentó también el número de composiciones disponibles. El villancico no solamente se desarrolló bajo el contexto de las misas en las iglesias sino que tuvo también acogida fuera de ellas especialmente en la costa para la celebración de los chigualos, lo que ayudó a su vez para que se convierta en una género musical relacionado con la navidad que es compartido por afroecuatorianos y montuvios hasta el día de hoy. 
Los villancicos estaban relacionados con el Pase del Niño Viajero que fue tan popular, especialmente en el centro y austro de Ecuador, en las ciudades de Riombamba y Cuenca. Esta tradición se celebra hasta la actualidad y forma parte fundamental dentro de la identidad de esta región de Ecuador. El pase del Niño está relacionado además con la chola cuencana, que es una figura protagonista dentro de los desfiles que se realizan al final del año con motivo de la celebración del Niño Jesús. 

### La gramática castellana en la Real Audiencia de Quito

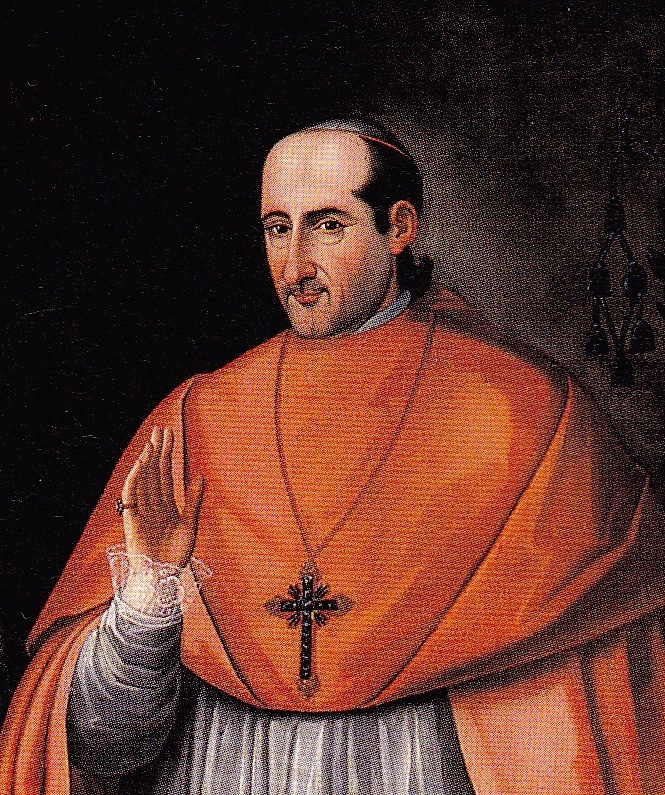
José Pérez Calama, Obispo de Quito

Una de las publicaciones más importantes de gramática en la Real Audiencia de Quito lo haría José Pérez Calama. Su método para enseñar gramática castellana y latina sería tan productivo que tendría mucha influencia y difusión. Esta sería, junto con las reformas a la escolástica de la Real Audiencia de Quito una de sus mayores contribuciones dentro del tiempo que vivió en Quito, en pleno proceso de ilustración que se vivía en la Audiencia. 
En el prólogo de dicha gramática castellana, se dice mucho y bueno, y con evidencia de lo mucho que conviene estudiar por Arte el idioma castellano, para que todo español sea perfecto latino.

### El castellano en la República

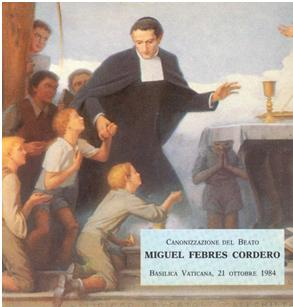
Hermano Miguel, lingüista y santo de la Iglesia Católica

Fue de suma importancia la creación de la Academia de la lengua y el desarrollo de la literatura en la difusión del castellano. Para el siglo XIX, todavía había una fracción importante, cerca del 30% de la población, que no hablaba castellano. Esto era aún más prevalente en el caso de las mujeres indígenas de la sierra, puesto que los indígenas hombres, generalmente de rango alto, si podían hablar castellano y mantenían el control de sus comunidades de esta manera. La difusión del castellano como idioma oficial fue un proceso que se continuó con la república y de no haber habido la intención de hacerlo se podría haber revertido el proceso o cambiado de idioma, como fuera el caso de Filipinas. Una de las personas que más abogó e hizo por este proceso a nivel regional sin duda fue Andrés Bello, quien vincularía a la gramática castellana, llena de americanismos, una filosofía empírica, análisis literario, el código civil y un tratado de cosmografía, todo en castellano para atar a la información con el idioma y hacer de este la base del derecho. En Ecuador el lingüista más destacado y además sería santo de la Iglesia sería justamente el Hermano Miguel. También es harto conocido la afición de Juan Montalvo por el lenguaje y sus escritos promocionando el castellano de una manera secular, para independizarlo de la iglesia católica fueron muy importantes en la historia del Ecuador. A todo esto se sumaría el importante rol de Aurelio Espinosa Pólit para traducir los clásicos grecorromanos al castellano y preocuparse por su difusión y puesta en escena. En este sentido su traducción de Virgilio es un hito en la historia del castellano en Ecuador. Sus esfuerzos fueron continuados por Hernán Rodríguez Castelo, uno de los escritores más prolíficos de Ecuador y un polímata que dentro de sus escritos también dedicaría algunos volúmenes a la lingüística como serían su "Manual de Retórica", "Manual de Ortografía", "Tratado práctico de puntuación" y "Gramática elemental del español". Por último es importante destacar la obra de José Rumazo quien escribiría uno de los poemas más extensos en lengua castellana llamado Parusía.

## Lenguas indígenas en la actualidad
En la actualidad, aunque el 7,7% de la población se identifica como indígena según el último Censo de Población y Vivienda de 2022, solo el 3,2% realmente habla un idioma indígena. Esto significa que del total de la población indígena que asciende a 1'302.057 personas, el 50,4% de ellos no habla un idioma indígena, el 40,5% habla quichua y el 4,6% habla shuar. En números totales de personas, en Ecuador se estima que 645.821 de personas habla un idioma indígena. Estas se dividen principalmente en:
- Quichua con 527.333 hablantes y el 40,5% del total de indígenas.
- Shuar con 59.894 hablantes y el 4,6% del total de indígenas.
- Otras lenguas con 58.594 hablantes y el 5,3% del total de indígenas.

## Los topónimos y la etimología en lenguas muertas
Debido a la gran cantidad de lenguas indígenas que se perdieron por la difusión del kichwa durante la conquista incaica, muchos topónimos carecen de significado oficial en Ecuador y son sujeto de especulaciones etimológicas:
- Antisana: en lengua cañari, significa cordero o montaña oscura.
- Ayangue: nombre de una playa, se desconoce su significado y se la llama popularmente "piscina del Pacífico". Se cree era el nombre de un cacique manteño. El idioma manteño está perdido.
- Babahoyo: nombre que viene de la cultura chorrera y significa "gavilán oscuro".
- Cayambe: según el libro Montañas del Sol (ver referencias) el nombre Cayambe proviene del idioma panzaleo. En esta lengua cay significa joven y bi, agua o fuente de la vida.
- Chimborazo: posiblemente del Cayapa shimbu, que significa "Gran señora de la nieve".
- Chipipe: playa de Salinas, su nombre deriva de la palabra aborigen "Chepite", que es como se conocía al lugar en 1820.
- Chone: nombre del río que hace referencia a la cultura chono, o Milagro Quevedo, cuyo idioma se perdió.
- Cotopaxi: se especula puede venir de un idioma aborigen caribe que significa "Rey de la muerte".
- Quito: se desconoce su significado en panzaleo, se lo suele llamar "quitsato" en idioma tsafiqui. Puede tener significado en idioma puquina, que es otra lengua muerta o en idioma quechua haciendo referencia a la tortolita alinegra, pero su etimología no ha sido identificada.
- Guapondelig: llanura tan grande como el cielo en cañari.
- Guayaquil: nombre del cacique chono, cuya lengua se perdió, llamado Guayaquile.
- Imbabura: según González Suárez, el primitivo paso de los caribes por las altiplanicies quedó revelado en los nombres que ellos pusieron a montes, ríos y diversos lugares en donde predominaron. En este caso I-am-hura significa sitio elevado de donde nace el agua.
- Illinizas: al Illiniza norte se le conoce como Tiopniza y al Illiniza sur como Illiniza. Ambas palabras vienen supuestamente del atacameño y que significan respectivamente cerro varón y cerro hembra.
- Manabi: Cancebí, nombre de la tribu indígena que ahí vivía, cuyo idioma se perdió.

- Machalilla: playa que hace referencia al cultura homónima llamada Machalilla.
- Machala: esta ciudad debió llamarse originalmente “Mah-Chal”, término de origen Quiché que traducido significa Noble o Gran Lindero.
- Pichincha: significado desconocido en idioma panzaleo, relacionado con otras palabras como Pillallau, Pichicay (que significa baño realizado en el quinto día). En tsafiqui se especula que se llama pi (agua), chin (llorar), cha (bueno). Por esta razón se llamaría "el bueno que hace llorar". Puede tener significado en idioma quichua, haciendo referencia al gorrión andino, pero su etimología no ha sido identificada.
- Quilotoa: en idioma puruhá (por el sufijo Toa) significa Kiro Toa o diente de la princesa
- Salango: nombre de una playa, tiene origen en centro ceremonial en que se habría procesado cantidades considerables de concha.